# SMS-lån
Ej att förväxlas med mikrolån
SMS-lån eller snabblån är en typ av kredit där låntagaren snabbt kan låna mindre summor, vanligen med hjälp av ett mobiltelefonabonnemang och SMS-kommunikation med kreditföretaget. Det förekommer att beteckningen "SMS-lån" något oegentligt tillämpas även i de fall då kreditföretagets webbplats snarare än ett textmeddelande utnyttjas. Låneformen kännetecknas av att låntagaren snabbt kan få det lånade beloppet, att kredittiden har en kort återbetalningstid med hög ränta och hög total lånekostnad.
Lånesummorna ligger vanligtvis på mellan 500 och 3000 kronor, och lånetiden rör sig ofta omkring endast en månad. Enligt Konsumentverket och flertalet långivare kan de avgifter som tas ut motsvara en effektiv årsränta på 700-800 procent, och i vissa fall ännu högre. Vanligt är att SMS-lånen anges vara räntefria eller ha en mycket låg ränta, men att avgifter på ett antal hundra kronor tas ut för varje lån. Höga avgifter medför därmed att den effektiva räntan är mycket hög. År 2010 tog företaget HTO Finansiering, med varumärket LuckyLoan, ut en effektiv ränta som beräknades till över 75 000%.

## Utveckling i Sverige
SMS-lån regleras i Sverige sedan den 1 juli 2014 genom Lagen (2014:275) om viss verksamhet med konsumentkrediter. Lagen innebär bland annat att långivaren har effektiva åtgärder mot penningtvätt och finansiering av terrorism och att långivaren uppfyller sundhetskrav. Kontrollen av långivarens verksamhet sker genom Konsumentverket och Finansinspektionen. Det är Finansinspektionen som beviljar tillstånd och vid behov återkallar tillståndet.
Även i Norge krävs tillstånd, medan Danmark och Finland har andra regler. 
Företeelsen SMS-lån etablerades 2006 i Sverige. Utbetalningen av de lånade pengarna kunde under 2006 och 2007 ofta ske inom 15 minuter från lånet begärdes, men sedan början av 2008 skedde utbetalningen ofta dagen efter.
Betalningsfristtiden för lån utarbetas efter de regler, som finns i respektive land och som gäller vid utfärdande av faktura. I Sverige är det enligt bokföringslagen och den normala betalningsfristtiden på 30 dagar. Lånen dokumenteras genom utfärdande av faktura. I och med detta kan utlåningsföretagen antingen belåna fakturorna eller sälja dessa vidare.
För enskilda personer, som upptar denna typ av så kallade räntefria lån, kan problem uppstå vid deklaration, då inte alla utlåningsföretag skickar ut kontrollbesked på betald ränta och således kan låntagare missa att göra ränteavdrag för kostnaden av lånet.

### Återbetalningsproblem
En betydande andel av dem som tar SMS-lån i Sverige drabbas av återbetalningsproblem. Kronofogdemyndigheten har rapporterat om en närmast explosionsartad tillväxt av antalet anmälningar av obetalda SMS-lån med början 2007. Antalet ansökningar om betalningsföreläggande relaterade till SMS-lån var 1 407 under andra halvåret 2006, 25 400 under 2007 (15 839 under andra halvåret 2007), 35 800 under 2008 och 46 500 under 2009. Under år 2010 ansöktes det om 28 038 betalningsföreläggande. Detta fortsatte öka från 2011 fram till och med 2015 där antalet uppgick till 53 709 (år 2012), 49 192 (år 2013), 56 641 (år 2014) och ungefär 65 000 (år 2015).
Åldersgruppen 18 till 35 år stod för två tredjedelar av fallen under 2007, men sedan dess har andelen av fall som gäller personer över 35 år ökat. Män är något överrepresenterade bland fallen, men andelen kvinnor har ökat. Det är dock vissa långivare som kräver att låntagaren är minst 20 år gammal på grund av återbetalningsproblemen för 18-19-års-gruppen.

### Myndighets- och bankåtgärder mot SMS-lån
Företeelsen SMS-lån, och framför allt det sätt som kreditföretagen har hanterat dem, har kritiserats hårt av såväl Konsumentverket som Kronofogdemyndigheten. Sedan oktober 2006 drev Konsumentombudsmannen (KO) ett mål mot ett av kreditföretagen, Mobillån Sverige AB, som 30 januari 2008 fälldes i Marknadsdomstolen för sitt sätt att ta ut avgifter, vilket ansågs vara vilseledande för låntagarna. Då KO menade att företaget inte hade rättat sig efter domen, stämdes det en kort tid senare på 750 000 kronor av KO och fälldes 2009 i tingsrätten att betala detta belopp.
Flera av de större svenska bankerna begränsade runt årsskiftet 2007-2008 SMS-lånebolagens tillgång till bankernas tjänster, som utnyttjats för den minutsnabba förmedlingen av pengarna till dem som tar SMS-lån. Längst gick Swedbank som helt sade upp sina avtal med SMS-låneföretagen, medan Nordea och SEB istället uppgavs ha infört tidsfördröjningar i betalningarna. De drabbade företagen menade dock att detta berodde på att de utgör konkurrenter till de etablerade storbankerna, snarare än på att de var oseriösa.
Svenska Finansinspektionen uppmärksammade hösten 2007 att flera av de företag som bedriver utlåning av detta slag ej hade registrerat sig hos dem, trots att detta är ett lagkrav.
Även EU har uppmärksammat företeelsen, och Europaparlamentet antog i januari 2008 ett direktiv som innebär att alla lån över 200 euro skall omfattas av samma regler avseende information om lånets totalkostnad som större lån. Direktivet måste dock omsättas i nationell lagstiftning innan det är giltigt.
2010 gjorde Konsumentverket förnyade ansträngningar för att få åklagare att åtala vissa SMS-låneföretag för ocker.
Sedan december 2014 ska enligt lag alla företag som bedriver SMS-låneverksamhet ansöka om tillstånd för detta hos Finansinspektionen.

### Lagändringen 2018
De åtgärder från myndigheterna som vidtagits för att begränsa sms lån ansåg inte regeringen Löfven som tillräckliga, utan regeringen ville ha strängare krav på snabblåneföretagen. Den 23 april 2015 tillsattes därför en utredning med uppgift att överväga åtgärder för att åstadkomma en mer ansvarsfull marknad för snabblån.
Utredningen leddes av riksdagsledamot Johan Löfstrand (S), och resultatet presenterades 12 oktober 2016. I utredningen föreslås flera åtgärder, bland annat ett räntetak och ett kostnadstak. Förslaget innebär att räntan inklusive dröjsmålsränta för ett sms-lån, eller en så kallad högkostnadskredit, inte får överstiga 40 procent. Detta skulle om det blir verklighet innebära slutet för sms-lån, enligt flera branschbedömare. Utredningen ledde till en ändring i konsumentkreditlagen som trädde i kraft 1 september 2018. Enligt den nya lagen måste även låntagaren informeras, om effektiva räntan överstiger gällande referensränta med mer än 30 procentenheter, att lånet är en högkostnadskredit och var det finns stöd i budget- och skuldfrågor.
Det nya räntetaket för högkostnadskrediter har kritiserats, bland annat för att leda till otydligare villkor för konsumenter. Den genomsnittliga räntan för snabblån sjönk efter lagändringen, men istället höjdes den genomsnittliga uppläggningsavgiften från 162 kr till 309 kr. Även den administrativa månadskostnaden dubblerades.
Den 30 augusti 2024 beslutade regeringen om en lagrådsremiss med förslag som syftar till att motverka riskfylld kreditgivning och att enskilda blir överskuldsatta genom att beviljas lån som de inte kan betala tillbaka.

## Utveckling i andra länder
I en internationell jämförelse var SMS-lån åtminstone fram till 2008 en utpräglat nordisk företeelse, som framför allt finns företrädd i Finland och Sverige. Enstaka företag finns företrädda på motsvarande marknad i Danmark och Norge. De återbetalningsproblem som vissa personer i Norden ådragit sig på grund av SMS-lån, och mängden olika lån som har varit möjliga för en person att ta, har dock väckt uppmärksamhet och förvåning även i andra europeiska länder. Under 2008 tycks dock etablering i flera länder utanför Norden vara på gång.
I engelsktalande länder kallas dessa lån Pay Day loans och är i vissa fall hårt reglerade.

## Marknadsföring av SMS-lån
Kontroverserna som har förekommit i massmedia under senare år har lett till att företagen som erbjuder sms-lån har tagit till nya marknadsföringsmetoder. Man marknadsför bland annat sina sms-lån via så kallade affiliatenätverk där man genom partnerskap med sajter som recenserar sms-lån når ut till en stor mängd potentiella låntagare utan att de själva behöver oroa sig för exakt hur marknadsföringsbudskapen formuleras. Dessa sajter marknadsför sig vanligen som oberoende och opartiska för att vinna konsumenters förtroende, vilket i många fall kan betraktas som vilseledande eftersom sajterna kompenseras indirekt av företagen som erbjuder sms-lån via affiliatenätverk.
Marknadsföring av sms-lån regleras i konsumentkreditlagen. Företag som marknadsför sms-lån ska iaktta god kreditgivningssed i sitt förhållningssätt gentemot kunden. Den effektiva räntan ska alltid anges i marknadsföring av produkten för att konsumenten enkelt ska kunna se vad kreditens totala kostnad blir. 

## Problematik i debatten
Kritiken mot SMS-lån handlar ofta om den höga effektiva räntan. När man åberopar detta argument som den viktigaste punkten i kritiken mot SMS-lånens vara eller inte vara bör hänsyn tas till  att formeln för beräkningen av effektiv ränta baseras på minst 1 år medan ett sms-lån ofta har en löptid på 1 till 3 månader. Formeln som används för beräkning av effektiv ränta tar inte hänsyn till att lånet avbetalas tidigare. 
Ett företag som tar kreditupplysning på allvar och följer god kreditgivningssed får relativt enkelt ökade kostnader i jämförelse med företag som inte lägger stor vikt vid detsamma. Fokuset på effektiv ränta kan i värsta fall missgynna den mer seriösa aktören eftersom den högre kostnaden gör att den effektiva räntan stiger ännu snabbare även vid små kostnadsförändringar. Detta gör att  kritiker som ser effektiv ränta som det främsta argumentet för att SMS-lån ska förbjudas riskerar att angripa fel aktör i sin kritik om de inte förstår sig på problematiken och hur effektiva räntor fungerar. En rapport från Kronofogden jämför snabblånens ökning mellan 2006 och 2014 och visar en ökning på 123 % men tar inte hänsyn till att de lånebelopp som jämförs har olika stora urval. Fram till 2013 räknades lånebelopp upp till 4000 kronor som sms-lån. Efter 2014 har däremot lånebelopp upp till 15000 kronor tagits med i beräkningen vilket gör att datan inte går att jämföra på ett korrekt sätt. 